# رادی دویل
رادی دویل (Roddy Doyle) (متولد ۸ مه ۱۹۵۸ در دوبلین) نویسنده، نمایشنامه‌نویس و فیلمنامه‌نویس ایرلندی است. دویل در سال ۱۹۹۳ به خاطر کتاب پدی کلارک برنده جایزه بوکر شد.

## زندگینامه
رادی دویل در دوبلین بزرگ شد و تحصیل کرد و با مدرک کارشناسی هنر از دانشگاه یونیورسیتی کالج در همان شهر فارغ‌التحصیل شد. او چند سالی زبان انگلیسی و جغرافیا تدریس می‌کرد، تا سال ۱۹۹۳ که با موفقیت کتاب پدی کلارک، به‌طور تمام‌وقت مشغول نویسندگی شد.
از آثار دویل، پدی کلارک در سال ۱۳۸۴ با ترجمهٔ میلاد زکریا توسط مؤسسهٔ فرهنگی-انتشاراتی اندیشه‌سازان منتشر شده‌است.

## آثار

### رمان
- تعهدات (۱۹۸۷)
- The Snapper (۱۹۹۰)
- وَن (۱۹۹۱)
- پدی کلارک (۱۹۹۳)
- زنی که به در و دیوار می‌خورد (۱۹۹۷)
- ستاره‌ای به نام هنری (۱۹۹۹)
- Oh، Play That Thing! (۲۰۰۴)
- پائولا اندرسون (۲۰۰۶)

### داستان کوتاه
- برده
- تدریس (۲ آوریل ۲۰۰۷، مجلهٔ نیویورکر)

### نمایش‌نامه
- نان قهوه‌ای (۱۹۸۷)
- جنگ (۱۹۸۹)
- زنی که به در و دیوار می‌خورد (۲۰۰۳)

### فیلم‌نامه
- بچه (۱۹۹۳)
- خانواده (۱۹۹۴، سریال بی‌بی‌سی)
- وقتی برندن با ترودی آشنا شد (۲۰۰۰)